# تولبول
تولبول (به لاتین: Tullebølle) یک منطقهٔ مسکونی در دانمارک است که در لانگلند واقع شده‌است. تولبول ۷۸۴ نفر جمعیت دارد.